# 山本富之助
山本 富之助（やまもと とみのすけ）は日本の政治家、実業家。富山県五箇庄村（現・朝日町）村長。造り酒屋を営んでいた。

## 親族
- 長男・山本覚正 - 近衛師団士官。造り酒屋当主。参議院議員鹿熊安正と長勢登代（法務大臣長勢甚遠の母）の従兄。妻は長勢甚遠の従姉。かつて黒部市に存在した造り酒屋、櫻井酒造のオーナーでもあった。
- 義弟・山本松次郎 - 富山県五箇庄村村長